# Outlaws (gang de motards)
Pour les articles homonymes, voir Outlaws.
Les Outlaws Motorcycle Club est un groupe de motards hors-la-loi formé en 1935 à McCook dans l'Illinois (près de Chicago), aux États-Unis. À peu près 200 chapitres du club sont représentés à travers le pays d'origine, le Canada, l'Australie, l'Asie et l'Europe.
Pour être membre du club aux États-Unis chaque membre doit disposer d'une moto fabriquée aux États-Unis. En Europe, cette obligation n'est pas appliquée mais chaque membre doit avoir une moto de type chopper.
Les principaux rivaux des Outlaws sont les Hells Angels, donnant naissance à un acronyme utilisé par les Outlaws intitulé « ADIOS » (Angels Die In Outlaw States).
Selon le site internet du club, les Outlaws possèdent 6 chapitres en France.